# Berend Zweers

Dcera Maria, asi 1910

Portrét Chrise Lebeaua, 1912

Berend Zweers ( Haarlem, 8. září 1872 – Haarlem, 21. února 1946) byl nizozemský fotograf, který na začátku dvacátého století hrál důležitou roli v nizozemském piktorialismu. Jeho specializace spočívala v oblasti technologie uhlotisku, zejména tříbarevného.

## Životopis
Zweers se narodil v Haarlemu v roce 1872 jako syn Berenda Zweerse, výrobce nábytku a Dorothey Rees. V roce 1892, po smrti svých rodičů, se přestěhoval do Nijmegenu. Na této adrese žil a působil také fotograf Matthieu van Hout, u kterého se Zweers učil. Van Hout měl ve stejné budově vlastní portrétní studio. V roce 1892 se Zweers přestěhoval do Nijmegenu, kde se začal věnovat fotografii na plný úvazek.
V roce 1895 se přestěhoval do Goudy, kde se etabloval jako nezávislý fotograf. Ve stejném roce se v Haarlemu oženil s Marií ten Pierik. Jejich jediné dítě, Maria Wilhelmina, se narodila v Goudě.

## Kariéra
V roce 1896 se Zweers vrátil do Haarlemu, kde si v domě svých rodičů otevřel fotografické studio. Pořizoval portréty, ale také fotografie městských vedut. Například fotografoval dvory v Haarlemu Vereeniging Haerlem a u příležitosti 300. výročí interiéru, exteriéru a zaměstnanců Elisabeth Gasthuis. Udělal také několik snímků veřejných budov, které vytiskl platinovým a bromidovým tiskem.
Na začátku své kariéry se Zweers věnoval piktorialismu a experimentoval s technikami, jako je gumotisk a bromolejotisk a později také s monochromatickým uhlotiskem a tříbarevným uhlotiskem. V roce 1908 se Zweers stal členem Nizozemského klubu pro fotografické umění, NCvFK, následujícího roku se stal členem správní rady. Zweers se také podílel dne 16. května v roce 1912 na založení „Sdružení pro tvorbu sbírky fotografií v Museum van Kunstnijverheid v Haarlemu“, známém později jako Fotografické muzeum. Zweers byl také členem Nederlandsche Fotografen Patroons Vereeniging, NFPV.
Berend Zweers zemřel v Haarlemu v roce 1946.

## Sbírky
Práce Berenda Zweerse je uložena ve sbírce Leiden University Library, částečně ve sbírce Auguste Grégoire a ve sbírce Rijksmuseum v Amsterdamu.

## Galerie

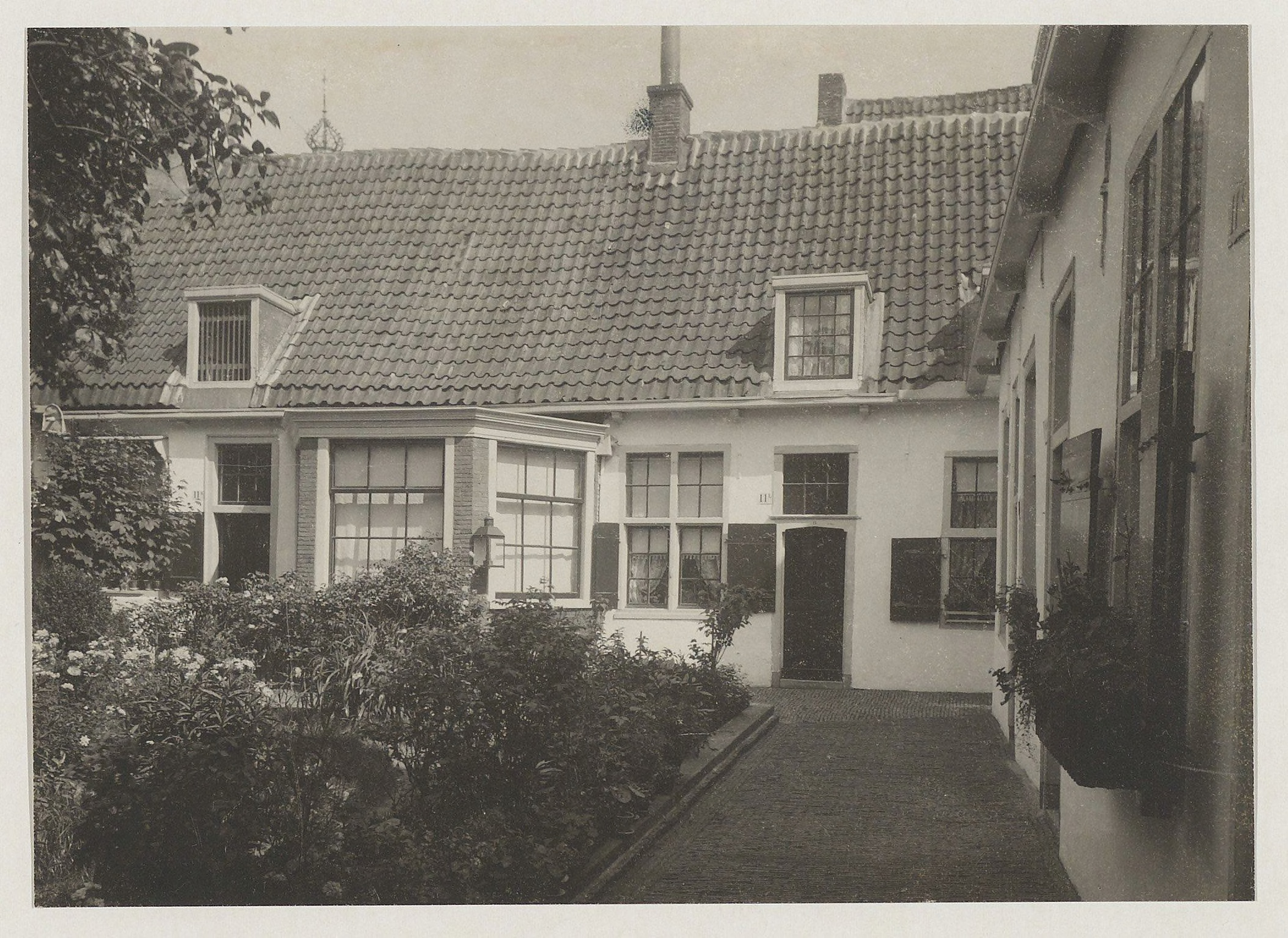
Hofje van Bakenes (1904)
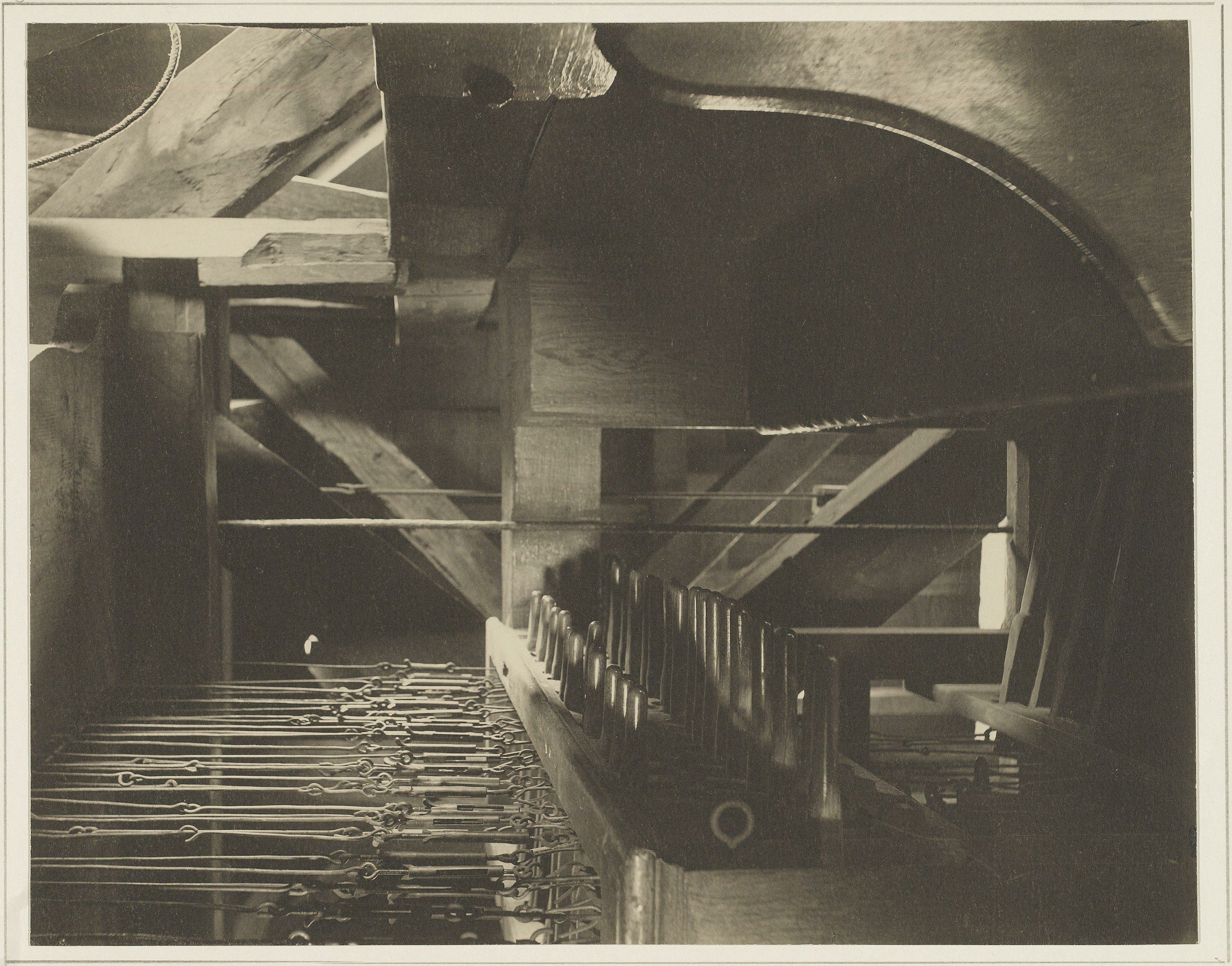
Glockenspiel in St. Bavo (1900)
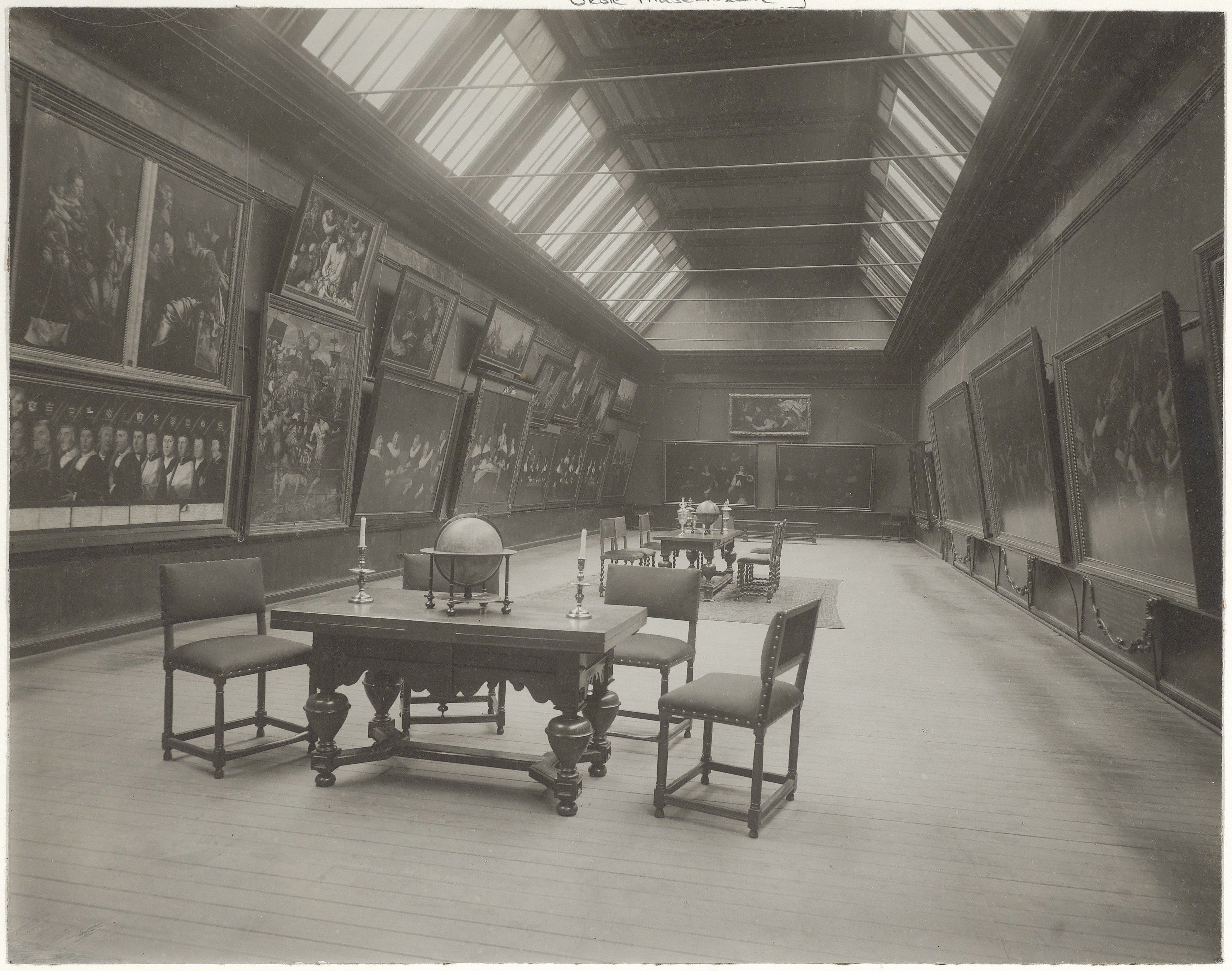
Museum Hall City Hall Haarlem (1901)
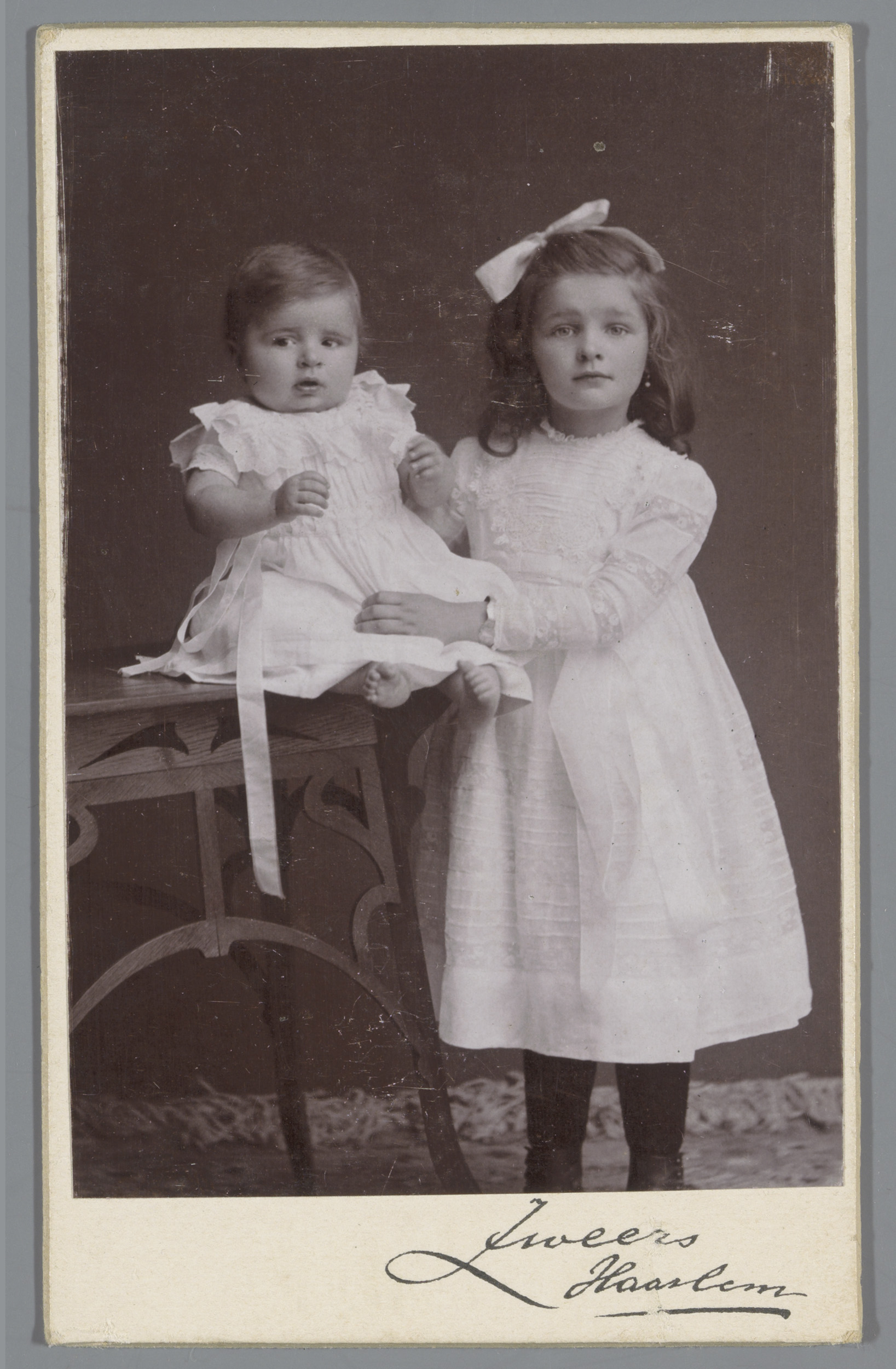
Fotografie dětí
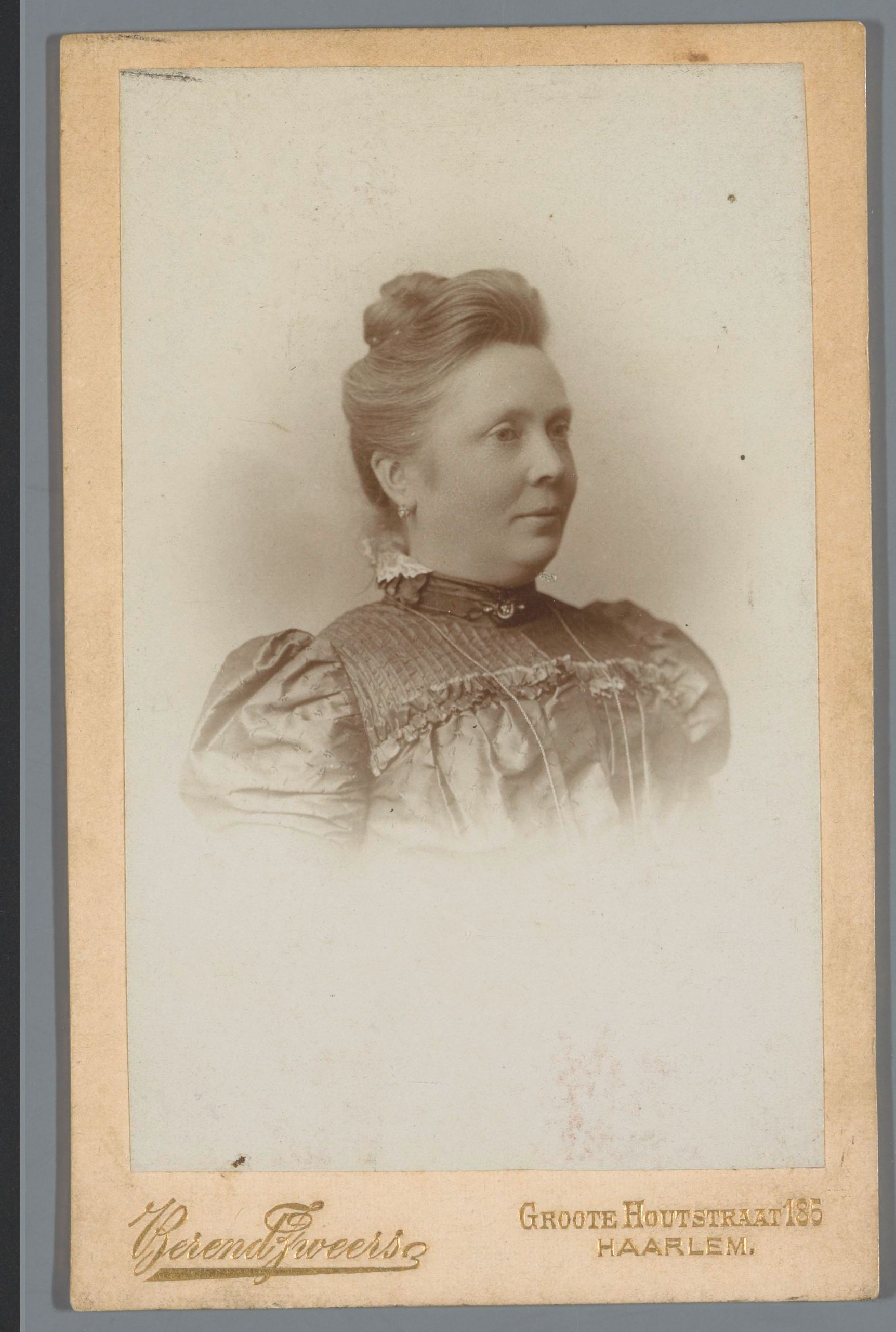
Portrét (carte de visite)
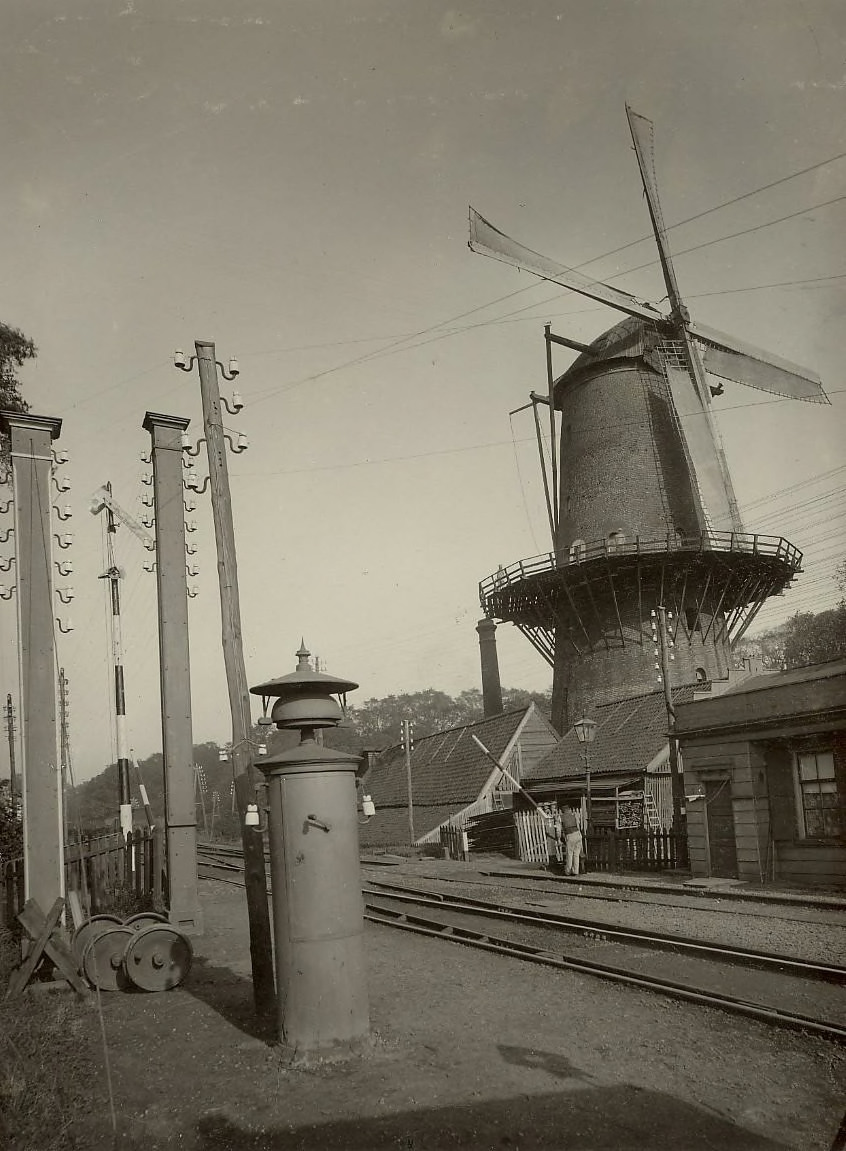
Větrný mlýn Het Fortuin (Haarlem), 1905
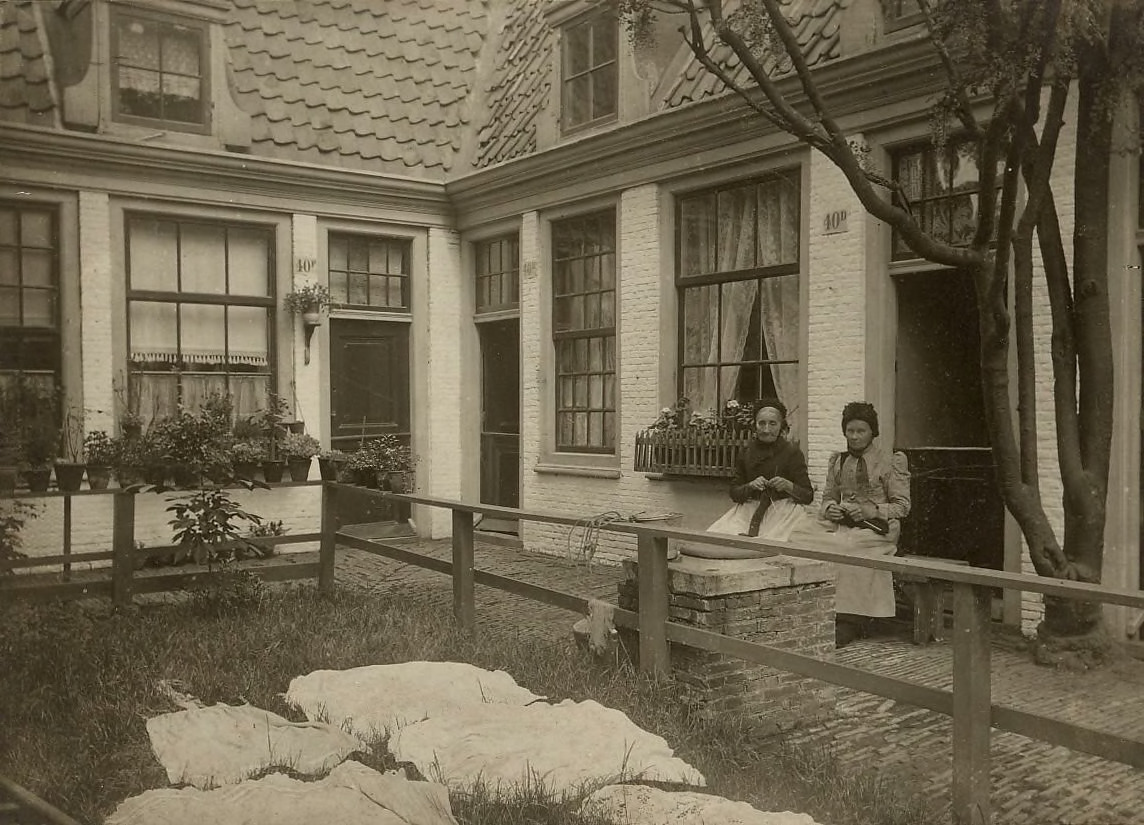
Deugd boven geweld
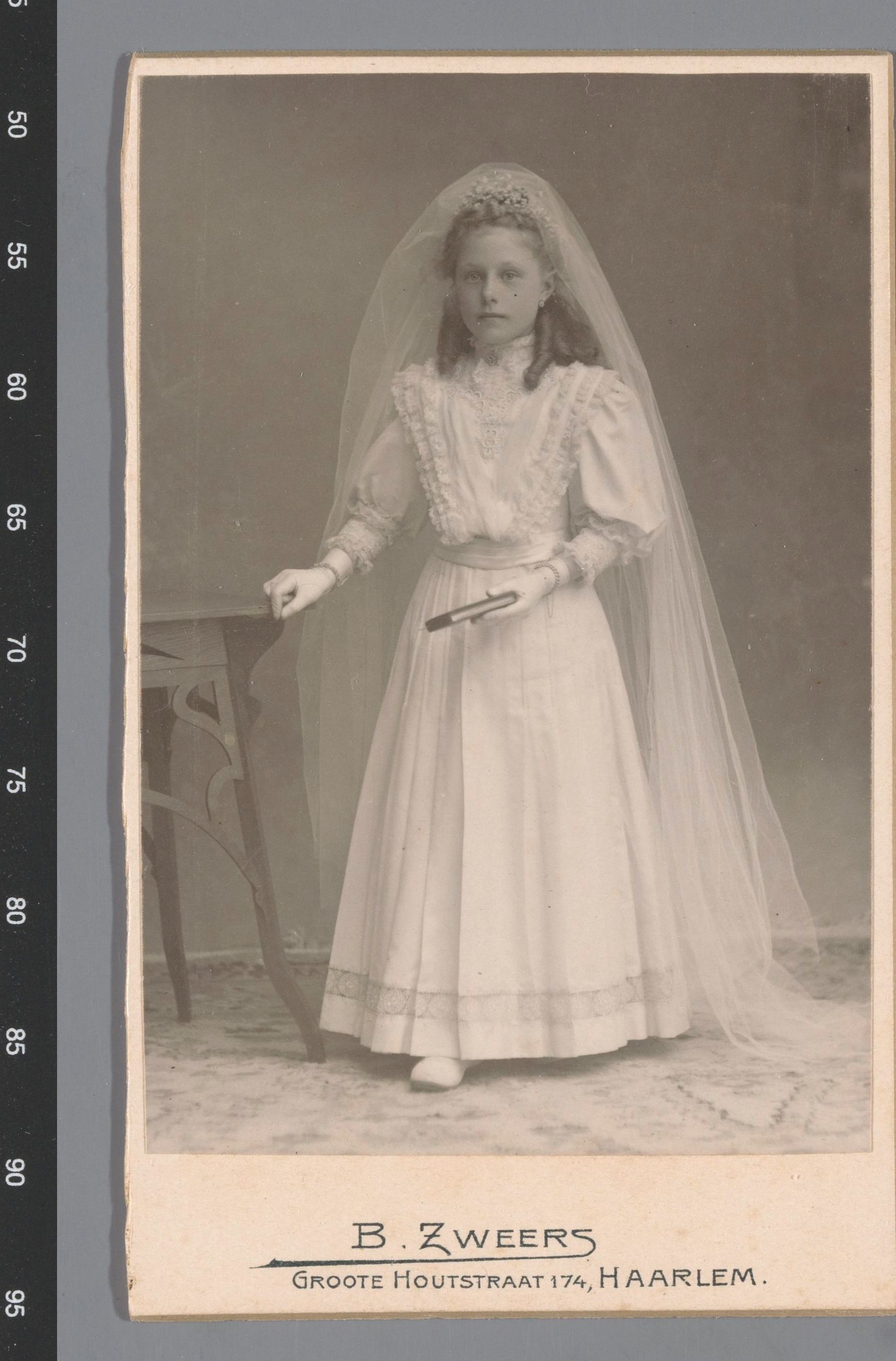
Portrét neznámé dívky